# Kammzehen-Springmaus
Die Kammzehen-Springmaus (Paradipus ctenodactylus) ist ein Säugetier in der Familie Springmäuse und die einzige Art der Gattung Paradipus.

## Merkmale
Diese Springmaus erreicht eine Kopf-Rumpf-Länge von 11 bis 15 cm und eine Schwanzlänge von 20 bis 22 cm. Das Gewicht liegt bei 70 bis 80 g. Die Fellfarbe auf dem Rücken variiert zwischen haselnussbraun und zimtbraun mit rosa Schattierungen. Der Bauch hat eine weiße Farbe. Auffällig sind weiße Ringe um die Augen und die weiße Quaste am Schwanzende. Kennzeichnende Merkmale am Kopf sind gelbe Flecken an den Wangen und die mit 4 cm Länge recht großen Ohren. Die Kammzehen-Springmaus hat keine Rillen an den oberen Schneidezähnen und prämolare Zähne fehlen.
Namensgebend sind die steifen kammartigen Haare an den Seiten der drei Zehen an den Hinterfüßen die eine bessere Fortbewegung auf dem sandigen Grund ermöglichen. Mit Hilfe dieser Haare können die Tiere 3 m weit und 1,5 m hoch springen. Auffällig sind senkrechte Sprünge aus dem Stand zur Orientierung. Von den Zehen der Hinterfüße ist die mittlere deutlich größer. Die Vorderpfoten sind dagegen mit Grabklauen ausgestattet.

## Verbreitung und Habitat
Das Verbreitungsgebiet der Art erstreckt sich vom südwestlichen Kasachstan über Zentral-Usbekistan bis Turkmenistan. Eine isolierte Population gibt es in Nordost-Iran. Die Kammzehen-Springmaus hält sich in sandigen Wüsten auf, die wenige verstreute Büsche aufweisen.

## Lebensweise und Status
Im Sommer graben die Exemplare 1,5 bis 2,5 m lange, einfache Tunnel, die maximal einen Monat als Bau genutzt werden. Beim Winterbau erreichen die Gänge 5 m Länge sowie 3 m Tiefe und am Ende befindet sich eine Kammer, die mit Pflanzenteilen gepolstert wird. Zum Winteranfang kann die Kammzehen-Springmaus −20 °C aushalten, doch wenn die Temperaturen permanent bei −15 °C liegen, beginnt sie ihren Winterschlaf. Dieser dauert gewöhnlich von Dezember bis Februar.
Vom Frühjahr bis zum Herbst ist die Art nachtaktiv. Sie hält sich meist auf dem Boden auf und klettert gelegentlich in Gewächsen. Als Nahrung dienen verschiedene Pflanzenteile wie Samen, Gras, Blumen, Früchte und grüne Triebe. Die Reviere der einzelnen Tiere haben einen Radius von 2 km um den Bau, doch sie überlappen sich häufig.
Weibchen haben meist zwei Würfe pro Jahr, einen im Frühjahr und einen im Sommer. Pro Wurf werden bis zu sechs Jungtiere geboren, meist drei oder vier. Jungtiere paaren sich nicht vor dem ersten Winter.
Die Kammzehen-Springmaus kommt recht häufig vor und wird von der IUCN als nicht gefährdet (Least Concern) gelistet.

## Referenzliteratur
- Ronald M. Nowak: Walker's Mammals of the World. 2 Bände. 6. Auflage. Johns Hopkins University Press, Baltimore MD u. a. 1999, ISBN 0-8018-5789-9.